# برترام بيرد
برترام بيرد (1 نوفمبر 1874 في المملكة المتحدة - 2 ديسمبر 1959 بوستمنستر في المملكة المتحدة) (بالإنجليزية: Bertram Beard)‏ هو لاعب كريكت بريطاني وبريطاني (وحمل سابقاً جنسية المملكة المتحدة لبريطانيا العظمى وأيرلندا). لعب مع نادي مقاطعة ساسكس للكركيت ‏.

## وصلات خارجية
- برترام بيرد على موقع إي آس بي آن كريك إنفو (الإنجليزية)